# 宜民県
宜民県（ぎみん-けん）は中華人民共和国遼寧省にかつて存在した県。現在の北票市北東部に相当する。
遼代に設置され、元代に廃止されている。